# Лавертюжон, Андре Жюстен
Андре Жюстен Лавертюжон (фр. André Justin Lavertujon; 1827 — 1914) — французский публицист и политический деятель.
Во время Второй империи был в Бордо главным редактором «Gironde», одной из самых влиятельных провинциальных газет демократического направления. После падения Империи был вице-президентом, затем президентом комиссии по разборке и изданию бумаг, найденных в Тюльери; немногим позже — редактором «Journal officiel».
в 1871 году он был назначен генеральным консулом в Амстердаме. Он покинул свой пост после падения Тьера в 1873 году и вернулся к журналистике. В 1879 году он потерпел поражение на парламентских выборах от Луи Огюста Бланки и в 1880 году возобновил свою дипломатическую карьеру до 1887 года, когда он был избран сенатором от Жиронды. Потерпев поражение в 1897 году, он оставил политическую жизнь и удалился в Олт на Сомме, где и умер.
Кроме экономических и политических статей и нескольких статей, подписанных псевдонимом Adrien Gilron, Лавертюжон напечатал «Histoire de la législature de 1857 à 1863» (Бордо, 1863).

## Источник
- Лавертюжон, Андре-Жюстен // Энциклопедический словарь Брокгауза и Ефрона : в 86 т. (82 т. и 4 доп.). — СПб., 1890—1907.